# Talismania okinawensis
Talismania okinawensis är en fiskart som beskrevs av Okamura och Kawanishi, 1984. Talismania okinawensis ingår i släktet Talismania och familjen Alepocephalidae. Inga underarter finns listade i Catalogue of Life.